# Wanessa
Wanessa Godói Camargo Buaiz (Goiânia, 28 de diciembre de 1982), o simplemente Wanessa, es una cantautora, actriz, bailarina, presentadora de televisión y empresaria brasileña.  En 2000, lanzó su primer álbum, llamado Wanessa Camargo, alcanzando el número uno en el Hot 100 Brasil con el primer sencillo "O Amor Não Deixa". En los años siguientes, 2001 y 2002 editó sus discos más tarde con el mismo título, teniendo grandes éxitos como "Eu Quero Ser o Seu Amor", "Tanta Saudade", "Um Dia... Meu Primeiro Amor" y "Sem Querer", una canción que marcó la madurez de la cantante en una más sensual. En 2002 presentó el programa Jovens Tardes junto con KLB, Pedro e Thiago y Luiza Possi. En 2004 lanzó su primer álbum y DVD en vivo, Transparente - Ao Vivo.
En 2005 se sometió a una importante fase de maduración, donde tomó su álbum de mayor éxito con W, donde las canciones fueron tomadas de los más exitosos de su carrera, la reggaeton "Amor, Amor" y "Não Resisto a Nós Dois". En su álbum Total, con lo que un tono más maduro y serio, marcada por el éxito "Me Abrace". En 2009, después de convertirse en rubia y dejar de lado el apellido Camargo toma su nombre sólo como artistito lanza el álbum Meu Momento, de la que llegó por primera vez en su tercero en el Hot 100 de Brasil, "Fly" con el rapero americano Ja Rule. En 2010 publicó un EP digital totalmente en Inglés.
Wanessa ya vendió más de 3 millones de copias de discos y DVD por el Brasil, es una cantante mezzo-soprano y logra una puntuación de 3.2 octavas, y es considerado una de los más grandes cantantes de la nueva generación y el más grande de su categoría Pop.

## Biografía
Es hija del cantante Zezé di Camargo y esposa del empresario Marcos Buaiz.
Como un niño, Wanessa hecho algunas obras de teatro, en el futuro, participaron en una prueba rigurosa para entrar en el cuerpo de ballet de la doble Zezé di Camargo y Luciano. No tenía ningún privilegio por ser la hija de Zeze, como cualquier otra parte de todas las etapas de selección y fue aprobado. Más tarde, debido a problemas familiares, Wanessa se envía a la Estados Unidos, donde estudió canto y se unió a un coro.

### 2000-2004: primeras obras
A mediados de 1999, Wanessa, de 17 años, se le preguntó por la etiqueta BMG a firmar contrato para lanzar una carrera como cantante profesional. Su primer álbum, el homónimo  Wanessa Camargo, fue lanzado a finales del año 2000, donde fueron despojados de sus éxitos "Love Won't Let" y "En Amor Por Ti", que alcanzaron el primer puesto en el [Brasil [| Brasil Hot 100]], además del sencillo "que puede sentir", por lo que el álbum vendió cerca de 500 miles de copias y obtener platino doble.
En 2001, la cantante lanzó su segundo álbum, de nuevo una homônio  Wanessa Camargo vendendoo total 800.000 copias, ganando el platino doble de nuevo. Del disco se tomaron de dos singles de gran éxito, "I Want Your Love" y "[[Tanta] Saudade]", y el tercer single, la canción "como yo" es más alcanzando sólo la posición vigésimo quinta, convirtiéndose en el menos exitoso single de la cantante hasta ahora . En 2002 Wanessa lanza su tercer álbum, el tercero homônio con nombre de  Wanessa Camargo, que apareció con un menos romántico que suena y por lo tanto más] [pop [ ]. El álbum vendió alrededor de 600.000 copias, garantizando el tercer platino doble para el cantante, teniendo los sencillos "Un día .. Mi Primer Amor", "Sem Querer", la más exitosa el álbum, y "Amor Película," el mayor fracaso del sencillo de la carrera de Wanessa, no pasando de la posición cuarenta y tres en Brasil Hot 100.
Entre 2002 y 2004 Wanessa fue invitada por la directora Marlene Matos para presentar un programa en las tardes de domingo por Rede Globo, que combina su trabajo con la música con el trabajo del ponente . El programa, titulado Jóvenes por la tarde, fue presentado por la cantante en colaboración con la banda de chicos KLB, haga doble Pedro y Thiago y cantante Fael Mondego, un exparticipante en el programa  Fama), y más tarde el cantante Luiza Possi vinieron a unirse con otros en algunos programas. A finales de 2003 la banda KLB a la izquierda del programa, citando poco espacio en el modelo de programa que se sustituye por Carolina del Magalhães y el cantante Marcelo Francia. El programa salió del aire en la segunda mitad del 2004, de modo que Wanessa podría dedicar a la publicación de su primer DVD en vivo. 
En 2004 Wanessa lanzó su álbum  álbum en vivo en primer lugar y DVD, titulado Transparente - En vivo, tomada de un concierto celebrado en la ciudad de [[Nueva Orleans] ]. El DVD se reunió trece canciones e incluso grabó dos estudios que se incluye como una bonificación del trabajo puesto en libertad el 12 de abril de 2004, y vendió alrededor de 500.000 copias entre CD y DVD, dando Wanessa diamante. En el álbum se lanzaron los sencillos "Me Engana Que Eu Gosto" y "Metade de Mim", dos grandes éxitos de su carrera Wanessa.

### 2005-2006: Pico de éxito y Afirmación
En 2005 después de un año sin la liberación de un trabajo e ir a través de lecciones de canto y baile, y los viajes para satisfacer las producciones modernas de la temporada, Wanessa lanzó su quinto álbum, titulado  W . Inicialmente, el nombre del álbum sería... Y si, va a cambiar cuando Wanessa optado por poner su nombre como el título por cuarta vez. Pero en la impresión del álbum se hizo hincapié en una "W" de color rojo junto al nombre de la cantante, el álbum con la popularización del nombre de  W. Fecha de lanzamiento en 3 de agosto, el álbum sorprendió al traer un sonido completamente diferente al anterior trabajo, centrado en la música pop y pop latino, dejando de lado las baladas con toques país que fueron objeto de sus primeros trabajos, con lo que la autenticidad en el álbum, a diferencia de estudios anteriores que siguió a una ola de otros cantantes. El álbum fue classuficado por algunos críticos musicales como la revuelta de la cantante, así como el mejor álbum lanzado por la cantante . El álbum vendió alrededor de 400.000 copias, obteniendo disco de platino doble.
El primer single, "Amor, Amor", una mezcla de pop latino y  baile latino, que pronto tomó grandes proporciones. La canción llegó a ser comparado con el trabajo realizado por el cantante Shakira, probar el sonido y secuencias de vídeo tomadas por. "Amor, Amor" alcanzó la cuarta posición en  Brasil Hot 100 y por primera vez en Brasil Hit Parade se convirtió en la segunda carrera de cantante con más éxito, solo por detrás de la única que se en libertad más tarde.
Junto con el trabajo Wanessa quinto puesto en marcha su gira custeável más rentable y producida por la actriz y [el director] [] Marilia Pera En entitledW Tour 2006 - Erase una vez .... La gira resultó ser casi un musical, que aparece al principio de un vídeo inspirado en las viejas películas de América dirigida por Fernando Andrade, un líder directores brasileños. Poco después de que el video apareció en el escenario Wanessa interprofesional characterandEve, entre la canción mientras cantaba, le daba a los resultados de la historia de la gira. El tour ofrecido ocho cambios de vestuario y tres escenarios diferentes, siendo compatibles para trabajar en cantantes internacionales, convirtiéndose en uno de los conciertos más caros. 
El 10 de enero de 2006 se lanza el segundo single, "Não Resisto a Nós Dois", un cantante de baladas considerado como uno de los álbumes más auténtico y poderoso. La canción, que mezcla el sonido pop a los elementos de pop rock con guitarra marcó la introducción y el coro de la canción, era diferente de las novelas de canciones lanzadas en los álbumes anteriores, donde la cantante el foco se tomó al país. La canción, incluida en la banda sonora de la novela  Bang Bang de Rede Globo, el tema de los protagonistas de la trama, pronto se convirtió en la canción más exitosa de todos los profesionales cantantes. A pesar de haber alcanzado el segundo lugar en  Brasil Hot 100 "Não Resisto a Nós Dois", "fue la canción Wanessa que estuvo más semanas en las listas de éxitos de Brasil, como cierre de la séptima canción más escuchada en todos los años en Brasil, llegando incluso a estar en la primera posición durante tres semanas en Brasil Hit Parade.
El 22 de agosto de 2006 es un tercer single, "Louca", una balada con toques de pop rock marcados por piano y guitarra fuerte, liderado por una composición madura que cuenta la historia de una pasión posesiva y agobiante. La canción alcanzó la novena posición en  Brasil Hot 100, a pesar de la baja ejecución en la radio debido al éxito de los anteriores sencillos que se encontraban todavía en la rotación. El 5 de diciembre se libera  sencillo promocional  "Relaxa", llegando a la undécima posición en  Calientes Brasil 100 y el decimoséptimo en la Hit Parade Brasil. A principios de 2007 se libera el segundo  sencillo promocional  "Culpada", el que causó polémica por expresar que las mujeres engañan y no ocultan no sentir remordimientos, por lo que sólo un partido. La canción llegó a ser dado derecho como el cuarto árbitro sencillo del álbum, pero no había un Wanessa ya estaba trabajando en su próximo álbum y el sencillo alcanzó la séptima posición en  Brasil Hot 100 y el cuarto en Hit Parade Brasil.

### 2007-2008: Inestabilidad y Envejecimiento
En 2007, Wanessa comenzó a viajar con su padre Zezé di Camargo, tour titulado Father y Daughter,  a través de varias ciudades, tales como Belo Horizonte, Angra dos Reis [] Florianópolis GMT y las ciudades del noreste. El espectáculo se dividió en dos bloques; en el primero Wanessa abrió el show cantando doce canciones de su repertorio. A continuación, Zezé di Camargo cantó tres canciones de su carrera, terminando con los dos cantando juntos canciones como "This Moment" y "El Día que salí de casa. El mismo año la cantante se casó con el empresario Marcus Buaiz.
El 21 de agosto de 2007 Wanessa lanzó su sexto álbum, titulado Total. El álbum, a diferencia de trabajos anteriores, había una [buena] pop [ ] con elementos del país e incluso del forró, lo que demuestra lo contrario del último álbum W, donde el objetivo principal era la música pop dance no, siguiendo la tendencia dada por él a la música pop. El álbum llegó a ser conocido a los ritmos mezclados, y Wanessa ha firmado siete de las composiciones de quince años. En el álbum, Wanessa incluso ha regrabado uno de los más exitosos cantante italianos, Gigi D'Alessio' "Un Cuore Malato", tema titulado "Un corazón en el amor" con la cantante. La transformación no fue sólo el sonido, cambiar el aspecto, donde se cortó el cabello canal y pintado de negro, también va usar ropa más oscura y cerrada, y vestidos largos, teniendo una mirada como cantantes como Alicia Keys. Wanessa recibió el disco de platino de presentación del álbum en [Caldero [Huck]] el programa de 100 000 ejemplares vendidos.

Nombre completo surgió debido a que cada grupo representa un estado de ánimo. Una persona puede vivir muchas emociones. Quería cantar esta plenitud de los sentimientos. También está el lado que la obra refleja todo mi arte, es decir, que refleja mi compromiso total y completo. Es mi álbum más cuidado y derechos de autor. Yo estaba muy contenta con el resultado
. Disminuye en el álbum.

El primer single, "Não to Pronta pra Perdoar", lanzado el 2 de agosto de 2007 fue una canción Not regração dispuesta a hacer Nice group [ [país]] EE.UU. Dixie Chicks , pero solo llegó a la decimoquinta posición en  Hot 100 Brasil, el peor desempeño de un primer single de la carrera de la cantante hasta la fecha. El 14 de diciembre de 2007 se lanzó el  sencillo promocional Me agarre Vía "en un intento de borrar el fracaso de la primera canción que funcionó fue que no se rota en la radio, llegando a la duodécima posición, tres posiciones por encima de la única inicialmente trabajó. El 26 de marzo de 2008 canción "Independiente" llegó a ser en la radio, llegando a los cincuenta y dos en  Calientes Brasil 100 , levantando las sospechas de que sería lanzado como una sola lengua oficial, lo que  posteriormante no ocurrió.
El 17 de abril de 2008 gira comenzó Wanessa Total en  Citibank Hall en la ciudad de Río de Janeiro , la primera gira que el cantante condujo para el show completo. El tour contó con la mismo equipo utilizado en los conciertos Rolling Stones, enviar algunos covers que se cantaban durante el espectáculo como "pescado de las ilusiones" de O Rappa Don't Stop The Música de Rihanna y [Caderas [Don't Lie]] de Shakira. Wanessa incluso dijo en una entrevista que el espectáculo de la gira sería ideal para la grabación en DVD, pero los planes no se han logrado mediante el registro.
El segundo single, la  "Me Abrace (Abrázame)", se lanzó oficialmente el 11 de mayo de 2008, nueve meses después del primer single, con una rotura en la divulgación amplia tiempo entre una individual y otra. Pero la canción con la banda de México de pop rock Camila, llegó a la segunda posición, convirtiéndose en una de las canciones más interpretadas de su carrera en la radio por Wanessa . El 20 de agosto de 2008 canción "Amuleto Protetor" fue lanzado como sencillo promocional, de nuevo levantar sospechas de ser lanzado oficialmente, fue cancelado poco después de llegar por lo tanto logró la ubicación ochenta y seis.

### 2009-2010: Refundición
A principios de 2009, la cantante decide firmar con su nombre solamente, dejando sus nuevos discos sólo como Wanessa, y tomar el apellido Camargo el nombre del arte. Según la cantante, el cambio fue para reforzar su independencia de la música. El 1 de junio, Wanessa lanzó su séptimo álbum titulado Mi Tiempo producido por el DJ Deeplick. El álbum es una evolución del sonido que se había iniciado en el álbum  W, donde se puso la imagen pop, cuatro años antes, pero sin salir de la maduración del álbum Total, donde se centró en llevar acciones brasileñas la música del cantante Rita Lee y la banda de Alejandro Natiruts. El álbum vendió mais de 40.000 copias.
El primer single, " Fly", presenta al rapero estadounidense Ja Rule, y la es tercera canción de la carrera de la cantante para alcanzar el primer lugar en el Brasil  Calientes 100 Brasil . El segundo single, "Não Me Leve a Mal", lanzado el 28 de septiembre de 2009, provocó una importante producción video musical brasileña. El sencillo alcanzó la posición siete en  Brasil Hot 100, el peor desempeño de un sencillo seguido por el primero de la cantante. Al mismo tiempo Wanessa comenzó su gira titulada Balada, inaugurando una nueva etapa en su carrera, donde comenzó a mostrarse en varios clubes nocturnos en la mayoría de LGBT, con un repertorio y pronto regresó a la emergente baile, canto dos canciones originales y versiones de artistas internacionales.
El 29 de junio de 2010, lanza un nuevo single, "Falling For U", con la producción y participation Mister Jam El sencillo alcanzó la posición dez en Brasil. El 11 de septiembre Wanessa finalmente lanza un EP, como en forma de billete de música, una especie de tarjeta magnética, donde pessaos comprado y escribe el código contenido en el sitio de la cantante para que el descarga digital la música.

### 2011-2014:DNA y DNA Tour
A principios de 2011 Wanessa dijo en una entrevista para la revista Rolling Stone Brasil que se siente más preparada para una carrera internacional, pero que no tiene planes de. oivato El cantante álbum foi lanzado en marzo de 2011, el que es totalmente en inglés y se centra en Dance-pop.
En 2013 lanzó su álbum álbum en vivo y DVD, titulado "DNA Tour", 14 de abril de 2013, lanza un nuevo single, "Shine It On", lo que lo convierte en un gran éxito y alcanzar #10 entre el país más jugado. El álbum vendió 30.000 copias obteniendo disco de oro. la canción "Blow Me Away" fue lanzado como sencillo promocional del DVD, mezcla de pop latino y baile latino.

## Filantropía
Wanessa es también embajadora de la ONG SOS Mata Atlántica, que luchan por preservar el océano Atlántico. Debido a sus esfuerzos en la promoción de las ONG y sus objetivos, y también por su trabajo para limpiar el río Tieté en São Paulo, Wanessa fue galardonada con el Premio Pro-Social de 2007, en el caso de  Meus Prêmios Nick , y algún tiempo después, recibió el título de Personalidad del Año y JK Joia la CICESP

## Discografía
| - 2000: Wanessa Camargo - 2001: Wanessa Camargo - 2002: Wanessa Camargo - 2005: W - 2007: Total - 2009: Meu Momento - 2011: DNA - 2016: 33 | - 2004: Transparente - ao Vivo\|Transparente - Ao Vivo - 2013: DNA Tour - 2007: Total (CD Zero) - 2010: Você não Perde por Esperar - 2004: Transparente - ao Vivo - 2013: DNA Tour |

## Filmografía

### Series de televisión
| Ano       | Título                         | Personaje      |
| --------- | ------------------------------ | -------------- |
| 2002-2004 | Jovens Tardes                  | Presentadora   |
| 2004      | Sítio do Pica Pau Amarelo      | Diana Dechamps |
| 2007      | Paraíso Tropical               | Ella Misma     |
| 2010      | High School Musical: A Seleção | Ella Misma     |
| 2014      | Domingo da Gente               | Presentadora   |
| 2015      | Hora do Faro                   | Presentadora   |
| 2015      | Peladão a Bordo                | Jurado         |

### Cine
| Ano  | Título                         | Personaje  | Nota         |
| ---- | ------------------------------ | ---------- | ------------ |
| 2001 | Xuxa e os Duendes              | Fada Mel   |              |
| 2002 | Socialmente Correto            | Mariana    |              |
| 2004 | Turma da Mônica em Cine Gibi   | Ella misma |              |
| 2004 | S.O.S Cupido                   | Sophia     | Cortometraje |
| 2010 | High School Musical: O Desafio | Wanessa    |              |
| 2016 | Sing                           | Ash        | Doblajista   |

## Premios

### Premio Multishow de Música Brasileña
2001: Artista Revelación (Individual)

### Meus Prêmios Nick
2007: Premio Pro-Social

### Centro de Integración Cultural y Empresarial de São Paulo (Cisesp)
2007: título de Personalidad del Año

### Premio iBest
2005: Mejor Blog, categoría Celebridad (Votación Popular)
2006: Mejor Blog, categoría Celebridad (Votación Popular)
2008: Mejor Blog, categoría Celebridad (Votación Popular)

### Prêmio Jovem Brasileiro
2008: Mejor Cantante femenina Joven
2009: Mejor Cantante femenina Joven
2010: Mejor Cantante femenina Joven
2010: Mejor Clip Joven (No Me Lo Tome a Mal)
2011: Mejor Cantante femenina Joven
2012: Mejor Cantante Pop

### Prêmio Mzotv Tv
2010: Premio Especial 10 años de carrera (Votación Popular)

### Troféu Imprensa
2010: Mejor Cantante femenina 2009 (Votación Popular/Trofeo Internet)

### Troféu Top TVZ
2011: Mejor Artista Nacional

### DJ Sound Awars
2012: Mejor Cantante femenina

## Giras musicales
- Apaixonada Tour (2001)
- Wanessa Camargo Tour (2002)
- Transparente Tour (2003-2004)
- W In Tour... Era Uma Vez (2006)
- Total Tour (2008-2009)
- Meu Momento Tour (2009-2010)
- Balada Tour (2010-2011)
- DNA Tour (2012-2015)
- Tour 33 (2016-2017)
- Wanessa Camargo Tour (2018)

## Promocional
- Pai e Filha Tour (2007)
- W15 Tour (2015)